# William Neff Patman

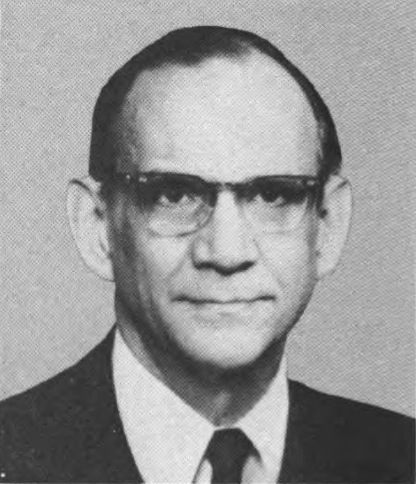
William Neff Patman, 1981

William Neff Patman (* 26. März 1927 in Texarkana, Texas; † 9. Dezember 2008 in Houston, Texas) war ein US-amerikanischer Politiker. Zwischen 1981 und 1985 vertrat er den Bundesstaat Texas im US-Repräsentantenhaus.

## Werdegang
William Patman war der Sohn des Kongressabgeordneten Wright Patman (1893–1976). Er besuchte die öffentlichen Schulen seiner Heimat und in der Bundeshauptstadt Washington, D.C. Im Jahr 1944 absolvierte er die Kemper Military School in Boonville (Missouri). In der Endphase des Zweiten Weltkrieges war er zwischen 1945 und 1946 Soldat im Marine Corps. Später gehörte er zwischen 1953 und 1966 als Hauptmann der Reserve der Air Force an. Zwischenzeitlich war er in den Jahren 1949 und 1950 als diplomatischer Kurier im auswärtigen Dienst tätig. Nach einem Jurastudium an der University of Texas in Austin und seiner 1953 erfolgten Zulassung als Rechtsanwalt begann er in diesem Beruf zu arbeiten. Von 1953 bis 1955 war er juristisch für die Eisenbahnkommission des Staates Texas tätig. Danach praktizierte er als privater Rechtsanwalt. Außerdem war er zwischen 1955 und 1960 juristischer Vertreter der Gemeinde Ganado. Gleichzeitig begann er als Mitglied der Demokratischen Partei eine politische Laufbahn. Zwischen 1961 und 1980 saß er im Senat von Texas. Außerdem war er von 1960 bis 1978 Delegierter auf allen regionalen Parteitagen der Demokraten.
Bei den Kongresswahlen des Jahres 1980 wurde Patman im 14. Wahlbezirk von Texas in das US-Repräsentantenhaus in Washington gewählt, wo er am 3. Januar 1981 die Nachfolge von Joseph P. Wyatt antrat. Nach einer Wiederwahl konnte er bis zum 3. Januar 1985 zwei Legislaturperioden im Kongress absolvieren. Im Jahr 1984 wurde er nicht wiedergewählt. Nach dem Ende seiner Zeit im US-Repräsentantenhaus zog sich Patman in den Ruhestand zurück, den er in Ganado verbrachte. Er starb am 9. Dezember 2008 in Houston an Magenkrebs.